# Bracca (fjärilar)
Bracca är ett släkte av fjärilar som ingår i familjen mätare.

## Arter
- Bracca bajula
- Bracca bajularia (Clerck, 1764)
- Bracca barbara (Stoll, 1781)
- Bracca catadela
- Bracca divisa
- Bracca exul (Herrich-Schäffer, 1856)
- Bracca flavitaenia
- Bracca georgiata (Guenée, 1857)
- Bracca lucida
- Bracca maculosa (Walker, 1856)
- Bracca matutinata (Walker, 1862)
- Bracca ribbei (Pagenstecher, 1886)
- Bracca rosenbergi (Pagenstecher, 1886)
- Bracca rotundata (Butler, 1877)
- Bracca scissa
- Bracca subfumosa (Warren, 1897)